# آرمین تشکری
آرمین تشکری (زادهٔ ۱۷ آذر ۱۳۶۵ در همدان) بازیکن والیبال اهل ایران است. او متأهل و داری یک پسر به نام کارن است. آرمین تشکری والیبال خود را زیر نظر موسی زرین آغاز کرده است. اولین باشگاه او تیم مخابرات همدان بود و بعدها با درخشش در این تیم به تیم شهرداری می‌پیوندد.
تشکری با مخابرات همدان حاضر و سپس با منحل شدن این تیم به تیم شهرداری می‌رود و بعد آن به سنگ آهن می‌رود. دو سال هم برای گذراندن خدمت سربازی سابقه حضور در سایپا را در کارنامه اش دارد. بازی‌های درخشان او در پیشگامان خولیو ولاسکو مجاب می‌شود که وی را به تیم ملی دعوت کند و در لیگ جهانی ۲۰۱۳ حضور موفقی در تیم ملی ایران داشت. او در مسابقات انتخابی قهرمانی جهان ۲۰۱۴ در آسیا به عنوان بهترین مدافع معرفی شد.
قهرمانی در مسابقات قهرمانی باشگاه‌های آسیا ۲۰۲۲ با پیکان از دیگر افتخارات او می‌باشد.

## ماجرای والیبالیست شدن
تشکری بارها در دوران ابتدایی و دبیرستان بین دو راهی والیبال و فوتبال قرار می‌گیرد تا اینکه موسی زرین در سال‌هایی که تشکری اهداف بزرگی در سر می‌پروراند یک سیلی آبدار به آرمین تشکری زده و خطاب به او می‌گوید: «تو برای والیبال ساخته شده‌ای».

## باشگاهی
شهرداری همدان آغاز او در رده باشگاهی بود و سپس با منحل شدن این تیم به تیم سنگ آهن پیوست و بعد به سایپا البرز رفت و بعد از سایپا با پیشگامان کویر یزد قرار داد بست و بازی‌های قابل توجه ای را به نمایش گذاشت و بعد از حضور در پیشگامان با باریج اسانس کاشان به توافق رسید و در فصل ۹۳ به میزان خراسان پیوست. او هم‌اکنون عضو باشگاه شهرداری ارومیه است.

## افتخارات
- بهترین مدافع روی تور مسابقات انتخابی قهرمانی جهان ۲۰۱۴
- قهرمانی مسابقات قهرمانی آسیا ۲۰۱۳
- مدال طلا بازی‌های آسیایی ۲۰۱۴
- قهرمانی قهرمانی باشگاه‌های آسیا ۲۰۲۲ با پیکان